# Villers-Saint-Paul
Villers-Saint-Paul és un municipi francès, situat al departament de l'Oise i a la regió dels Alts de França. L'any 2007 tenia 5.864 habitants.

## Demografia

### Població
El 2007 la població de fet de Villers-Saint-Paul era de 5.864 persones. Hi havia 2.109 famílies de les quals 532 eren unipersonals (224 homes vivint sols i 308 dones vivint soles), 556 parelles sense fills, 792 parelles amb fills i 229 famílies monoparentals amb fills.
La població ha evolucionat segons el següent gràfic:
Habitants censats

### Habitatges
El 2007 hi havia 2.347 habitatges, 2.174 eren l'habitatge principal de la família, 18 eren segones residències i 155 estaven desocupats. 1.219 eren cases i 930 eren apartaments. Dels 2.174 habitatges principals, 1.159 estaven ocupats pels seus propietaris, 980 estaven llogats i ocupats pels llogaters i 35 estaven cedits a títol gratuït; 59 tenien una cambra, 228 en tenien dues, 442 en tenien tres, 657 en tenien quatre i 788 en tenien cinc o més. 1.425 habitatges disposaven pel capbaix d'una plaça de pàrquing. A 1.082 habitatges hi havia un automòbil i a 732 n'hi havia dos o més.

### Piràmide de població
La piràmide de població per edats i sexe el 2009 era:
| Homes | Edats   | Dones |
| ----- | ------- | ----- |
| 0     | 95 o +  | 0     |
| 8     | 90 a 94 | 4     |
| 17    | 85 a 89 | 31    |
| 19    | 80 a 84 | 36    |
| 72    | 75 a 79 | 70    |
| 62    | 70 a 74 | 78    |
| 90    | 65 a 69 | 93    |
| 116   | 60 a 64 | 142   |
| 177   | 55 a 59 | 115   |
| 242   | 50 a 54 | 212   |
| 232   | 45 a 49 | 274   |
| 195   | 40 a 44 | 237   |
| 193   | 35 a 39 | 196   |
| 212   | 30 a 34 | 177   |
| 262   | 25 a 29 | 218   |
| 247   | 20 a 24 | 169   |
| 237   | 15 a 19 | 261   |
| 241   | 10 a 14 | 257   |
| 206   | 5 a 9   | 188   |
| 182   | 0 a 4   | 153   |

## Economia
El 2007 la població en edat de treballar era de 3.934 persones, 2.782 eren actives i 1.152 eren inactives. De les 2.782 persones actives 2.346 estaven ocupades (1.274 homes i 1.072 dones) i 436 estaven aturades (205 homes i 231 dones). De les 1.152 persones inactives 300 estaven jubilades, 393 estaven estudiant i 459 estaven classificades com a «altres inactius».

### Ingressos
El 2009 a Villers-Saint-Paul hi havia 2.102 unitats fiscals que integraven 5.875 persones, la mediana anual d'ingressos fiscals per persona era de 15.796 €.

### Activitats econòmiques
Dels 157 establiments que hi havia el 2007, 3 eren d'empreses extractives, 4 d'empreses alimentàries, 23 d'empreses de fabricació d'altres productes industrials, 20 d'empreses de construcció, 26 d'empreses de comerç i reparació d'automòbils, 10 d'empreses de transport, 14 d'empreses d'hostatgeria i restauració, 1 d'una empresa d'informació i comunicació, 7 d'empreses financeres, 6 d'empreses immobiliàries, 15 d'empreses de serveis, 19 d'entitats de l'administració pública i 9 d'empreses classificades com a «altres activitats de serveis».
Dels 38 establiments de servei als particulars que hi havia el 2009, 1 era una oficina de correu, 2 oficines bancàries, 1 taller de reparació d'automòbils i de material agrícola, 1 taller d'inspecció tècnica de vehicles, 1 autoescola, 4 paletes, 2 guixaires pintors, 2 fusteries, 8 lampisteries, 3 electricistes, 4 perruqueries, 7 restaurants i 2 agències immobiliàries.
Dels 12 establiments comercials que hi havia el 2009, 2 eren supermercats, 1 un supermercat, 2 botiges de menys de 120 m², 2 fleques, 2 carnisseries, 1 una llibreria, 1 una botiga d'electrodomèstics i 1 una joieria.

## Equipaments sanitaris i escolars
Els 2 equipaments sanitaris que hi havia el 2009 eren farmàcies.
El 2009 hi havia 3 escoles maternals i 3 escoles elementals. Villers-Saint-Paul disposava d'un col·legi d'educació secundària amb 363 alumnes.

## Poblacions més properes
El següent diagrama mostra les poblacions més properes.